# Mercer Street
Mercer Street est une rue de New York. 

## Situation et accès
Cette voie qui traverse les quartiers de SoHo et de Greenwich Village dans l'arrondissement de Manhattan, et qui est orientée nord-sud, débute à Canal Street et se termine sur la 8e Rue.

## Origine du nom
Elle rend honneur au brigadier-général de l'Armée continentale Hugh Mercer, tué à la bataille de Princeton.

## Historique
La rue s'appelait auparavant « First Street » et « Clermont Street », avant de prendre sa dénomination actuelle en 1799.

## Bâtiments remarquables et lieux de mémoire
- Le cinéma indépendant Angelika Film Center, à l'angle avec Houston Street.
- La salle Joyce SoHo, annexe du Joyce Theater.
- La rue accueille une importante résidence étudiante de la New York University ainsi que de nombreux bâtiments de cette université. Elle a notamment inspiré le nom d'une collection littéraire éditée par cette institution américaine[2].
- L’artiste Carl Andre y eut son atelier au n°300, au 34e étage, d’où chuta son épouse, la performeuse américano-cubaine Ana Mendieta.